# 望月良和
望月 良和（もちづき よしかず、1941年（昭和16年）10月2日 - ）は、日本の政治家。元静岡県伊豆の国市長（2期）。元大仁町長（4期）。元大仁町議会議員（1期）。元静岡総合研究機構理事。

## 来歴
静岡県出身。静岡県立韮山高等学校を経て、日本大学短期大学部商経学科を卒業後、印刷会社を設立。1987年（昭和62年）静岡県大仁町議会議員に就任（1期）。1991年（平成3年）4月、静岡県大仁町長に就任（4期）。2004年（平成16年）5月、静岡県立大仁高等学校後援会会長。
2003年（平成15年）7月に設置した合併協議会設立準備会を経て、同年10月22日に発足させた伊豆長岡町・韮山町･大仁町合併協議会の会長となり、合併協定の調印や合併議案の議決など進行役として協議に尽力した。
2005年（平成17年）4月1日、伊豆長岡町と韮山町と大仁町が合併して新しく伊豆の国市として生まれ変わった。それに伴って行われた同年4月24日の伊豆の国市長選挙において無所属で出馬し得票数13,141票を獲得し初当選。初の伊豆の国市長となる。
2006年（平成18年）11月11日、旧・伊豆長岡町と姉妹都市交流にあった京都府長岡京市は合併後の伊豆の国市と再び姉妹都市を結ぶため、小田豊長岡京市長と伊豆の国市が姉妹都市盟約を締結、伊豆の国市友好都市交流協会を設立した。
2009年（平成21年）4月19日に行われた伊豆の国市長選挙において2期目の当選。財団法人静岡総合研究機構理事（2012年まで）。
2013年（平成25年）4月21日に行われた市長選挙に3期目を目指して出馬するも、元静岡県議会議員の小野登志子に敗れ落選した。